# Język kiachtyński
Język kiachtyński (ros. кяхтинский язык, русско-китайский пиджин, дальневосточный вариант сибирского пиджина; chiń. 中俄混合語, zhōng'ěhùnhéyŭ) – język pidżynowy powstały na bazie języków rosyjskiego i chińskiego. Używany był w drugiej połowie XIX w. i na początku XX w. na Zabajkalu, w Kraju Amurskim i w przygranicznych regionach Chin. Jego nazwa pochodzi od miasta Kiachta.
Słownictwo wywodziło się głównie z języka rosyjskiego, podczas gdy gramatyka – z chińskiego.
Język kiachtyński wyszedł z użycia w pierwszej połowie XX w. Jednakże jeszcze w roku 1990 na bazarze w pobliżu Ułan Bator spotykano starszych kupców chińskich posługujących się tym językiem.

## Przykładowe wyrażenia
- чега фанза шибко шанго – ten dom jest bardzo ładny[2]
- сичаса искай нада лаботай – teraz trzeba szukać pracy[3]
- на тебе посмотри адали леденец кушаху еса – patrzeć na ciebie, to jak jeść lizaka[4]
- за тебе какой пекинский манера шёлк заказывай буду? – co zamówisz z pekińskich tkanin jedwabnych?[3]